# Robert J. Sawyer

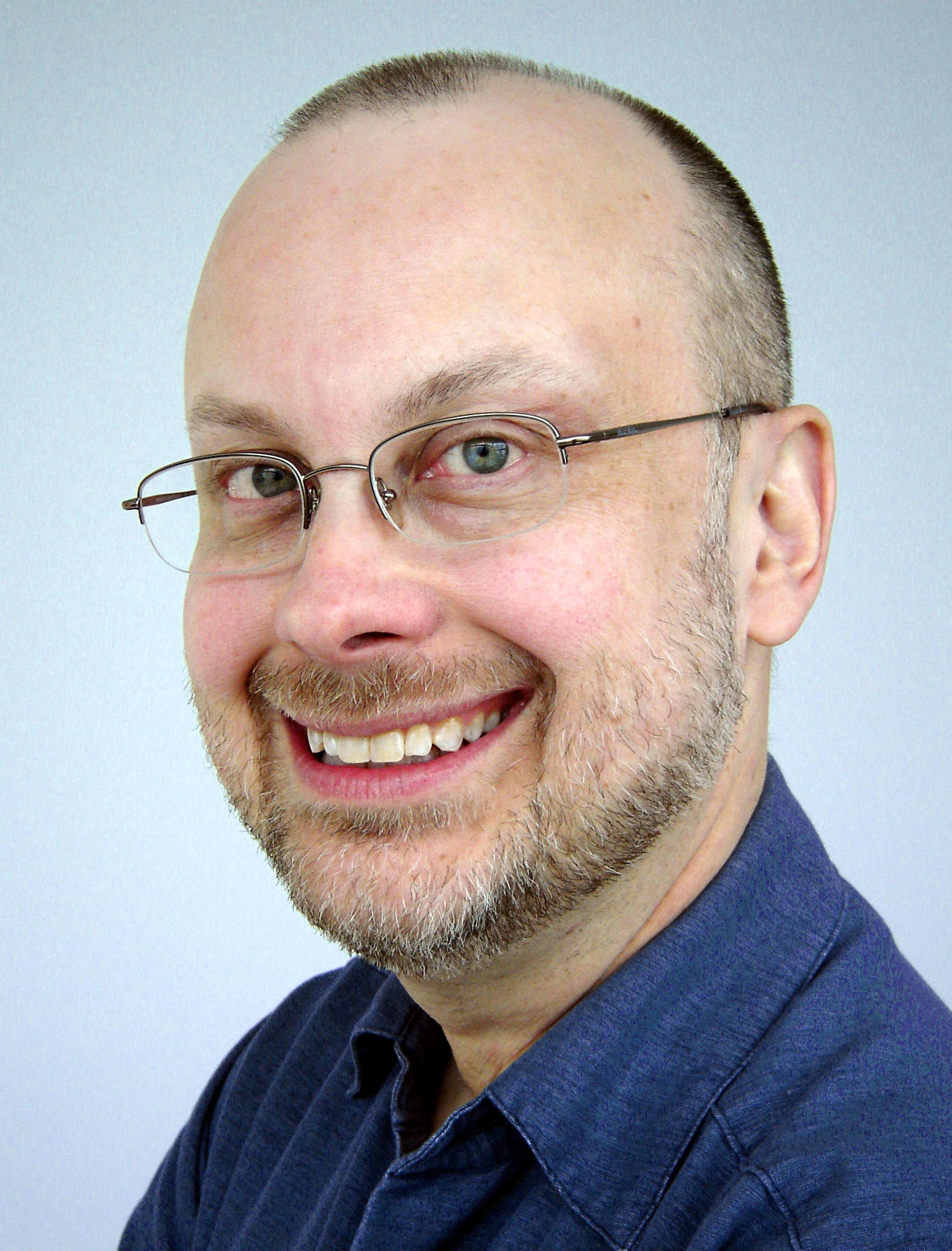
Robert J. Sawyer (2005)

Robert J. Sawyer (* 29. April 1960 in Ottawa, Ontario) ist ein kanadischer Science-Fiction-Autor.
Er beschreibt sich selbst als Hard-Science-Fiction-Autor, sorgt sich aber mehr um Charakterisierung und menschliche Psychologie als viele andere Vertreter dieses Subgenres. Seine Erzählungen behandeln oft Metaphysik im Stil von Arthur C. Clarke und Philosophie; er sieht Science Fiction als Literatur der Ideen an. Die Fernsehserie FlashForward basiert auf Sawyers gleichnamigem Roman aus dem Jahre 1999.

## Leben
Robert James Sawyer wurde in Ottawa geboren und wuchs in Toronto auf, wo er die Ryerson University besuchte. Zurzeit lebt er mit seiner Frau Carolyn Clink in Mississauga, Ontario.

## Werke

### The Quintaglio Ascension-Serie
- 1992 Far-Seer
- 1993 Fossil Hunter
- 1994 Foreigner

### The Neanderthal Parallax-Serie
- 2002 Hominids – in Fortsetzungen in Analog Science Fiction

Die Neanderthal-Parallaxe. Festa, 2005, ISBN 3-86552-006-5
- 2003 Humans
- 2003 Hybrids

### WWW-Serie
- 2009 Wake
- 2010 Watch
- 2011 Wonder

### Einzelromane
- 1990 Golden Fleece
- 1994 End of an Era
- 1995 The Terminal Experiment – in Fortsetzungen als Hobson's Choice in Analog Science Fiction

Die dritte Simulation. Übers. Cecilia Palinkas. Goldmann, 1997, ISBN 3-442-24758-6
- 1996 Starplex – in Fortsetzungen in Analog Science Fiction (1996)
- 1997 Frameshift
- 1997 Illegal Alien
- 1998 Factoring Humanity
- 1999 Flashforward

Flash. Übers. Hendrik P. Linckens, Marianne Linckens. Heyne, 2008, ISBN 978-3-453-52370-8
- 2000 Calculating God
- 2005 Mindscan
- 2007 Rollback
- 2012 Triggers
- 2013 Red Planet Blues
- 2016 Quantum Night
- 2020 The Oppenheimer Alternative

### Kurzgeschichtensammlungen
- 2002 Iterations
- 2008 Identity Theft and Other Stories

### Sachbücher
- 2004 Relativity
- 2006 Boarding the Enterprise: Transporters, Tribbles, and the Vulcan Death Grip in Gene Roddenberry's Star Trek (mit David Gerrold und Leah Wilson)

### Als Herausgeber
- 1999 Crossing the Line: Canadian Mysteries With a Fantastic Twist

## Verfilmungen
Der Roman Flash bildet die Grundlage für die Serie FlashForward.

## Ausgewählte Auszeichnungen
- 1995: Nebula Award für The Terminal Experiment als besten Roman
- 2003: Hugo Award für Hominids als besten Roman[1]
- 2005: John W. Campbell Memorial Award für Mindscan
- 2005: Analog Award für Shed Skin als beste Kurzgeschichte
- 2013: Aurora Award für das Lebenswerk (von 1989 bis 2017 bei 46 Nominierungen 16 mal Gewinner)
- 2014: Skylark Award
- 2016: Member des Order of Canada[2]
- 2017: Robert A. Heinlein Award[3]
- 2017: Order of Ontario
- 2021: Machine Intelligence Foundation for Rights and Ethics Media Award für die WWW-Trilogie

### Rezensionen
- SF-Fan.de: Golden Fleece, End of an Era, Starplex, Frameshift, Illegal Alien, Flashforward, Factoring Humanity